# Georg Mohr
|  | No s'ha de confondre amb Georg Mohr. |

Georg Mohr (danès: Jørgen Mohr)  (Copenhaguen, 1 d'abril de 1640 - Sławnikowice, 26 de gener de 1697) va ser un matemàtic danès, del segle xvii, conegut per haver demostrat que totes les construccions dels Elements d'Euclides es poden fer només amb compàs.

## Vida
Poc es coneix de la vida de Mohr. El seu pare, David Mohrendal, era un comerciant i inspector d'hospitals. Mohr, interessat per les matemàtiques, va anar a Holanda per aprendre'n de Christiaan Huygens. Va participar en la Guerra Francoholandesa (1672-1673) i va ser fet presoner, abans de retornar al seu país el 1683.
El 1695 es va traslladar amb la seva família a la zona de Görlitz (Saxònia), on la família de Tschirnhaus li va oferir la possibilitat de treballar en els seus projectes matemàtics i on va morir poc temps després.

## Obra
Sembla que va publicar tres llibres, el més conegut dels quals és actualment Euclides Danicus, escrit en danès però traduït al neerlandès i publicat de forma anònima a Amsterdam el 1672. En aquest llibre, i basant-se en els exemples del Tractat de perspectiva de van Schooten, demostra que totes les construccions dels Elements d'Euclides que es poden fer amb regle i compàs, també es poden fer només amb compàs.
Aquest llibre no va tenir cap difusió en la seva època, tant és així, que el 1797, quan Lorenzo Mascheroni va demostrar el mateix , es va pensar que era la primera demostració d'aquest teorema. El 1928, l'historiador i matemàtic danès Johannes Hjelmslev va trobar un exemplar del llibre de Mohr en una llibreteria de vell de Copenhaguen i en va fer públiques traduccions a l'alemany el 1931.
Des d'aleshores, el teorema es coneix com a teorema de Mohr-Mascheroni. Les demostracions dels dos matemàtics són força complicades i avui en dia s'han simplificat utilitzant la inversió circular.
Els altres dos llibres que va publicar es titulaven Compendium Euclidis Curiosi (Amsterdam, 1673), del qual se'n conserva també una traducció a l'anglès de Joseph Moxon (Londres, 1677), i Gegenübung auf Compendium Euclidis Curiosi (1673), tot i que l'autoria d'aquest darrer és qüestionada.
Des de 1991, cada any, es convoca a Dinamarca el Concurs Georg Mohr per a  alumnes avantatjats de matemàtiques de batxillerat; els guanyadors son presentats a l'Olimpíada Internacional de Matemàtiques.